# Король (сёги)
Король (яп. 王将/玉将 о:сё / гёкусё, «королевский генерал»/«драгоценный генерал»), сокращённо о: (яп. 王) — главная фигура в японских шахматах сёги и их вариантах. Захват короля противника (мат) означает победу в партии.

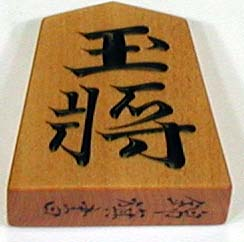
Гёкусё.

Обозначение в европейской нотации: K.
В профессиональных наборах фигур на ближнем торце гёку надписывается имя мастера и название стиля каллиграфии, которым надписан данный набор (см. фото).

## О названии
Король в сёги — единственная фигура, написание которой для двух игроков различается (одной чертой). Второй король носит японское название гёкусё (яп. 玉将 гёкусё:, «драгоценный генерал»), сокращённо гёку (яп. 玉), но по-русски называется тоже «король» (игроки европейских стран также называют королей обеих сторон одинаково). Связано это с сюжетным представлением игры, которое, видимо, пришло в сёги из китайских шахмат сянци: правитель может быть лишь один, а драгоценный генерал поднимает против него мятеж (который может кончиться как успехом, так и неуспехом).
Можно заметить, что японское название 王将 представляет собою компромисс между императором и сёгуном, ибо его первый иероглиф имеет значение император, а второй входит в состав слова сёгун (яп. 将軍 сё:гун). Формально короли сёги, имея второй иероглиф полного названия 将, тоже имеют чин генерала, как и золото и серебро, однако на практике словом генерал их не называют и к числу генералов не относят.
Традиционно более сильный (или старший) игрок играет с о:сё:, а его соперник — с гёкусё:.
Также, осё — это название одного из восьми главных мужских титулов («корон») сёги. Аналогичный титул имеется и у профессиональных сёгисток.
У каждого игрока имеется по одному королю; в начале партии король чёрных стоит на доске на поле 5i, король белых — на 5a.
В задачах сёги (цумэ-сёги, хисси и т. д.) король защищающейся стороны (яп. 玉方 гёкуката, «сторона короля») всегда обозначается символом 玉.

## Правила ходов
| ○ | ○  | ○ |
| ○ | 玉 | ○ |
| ○ | ○  | ○ |

Король в сёги ходит так же, как и король в шахматах: на любое соседнее поле. Таким образом, король посреди пустой доски имеет 8 вариантов хода.
Король не может идти под шах (то есть на поле, бьющееся любой фигурой противника) и оставаться под шахом; любой ход, нарушающий данное правило, является кинтэ.

## Свойства и ценность

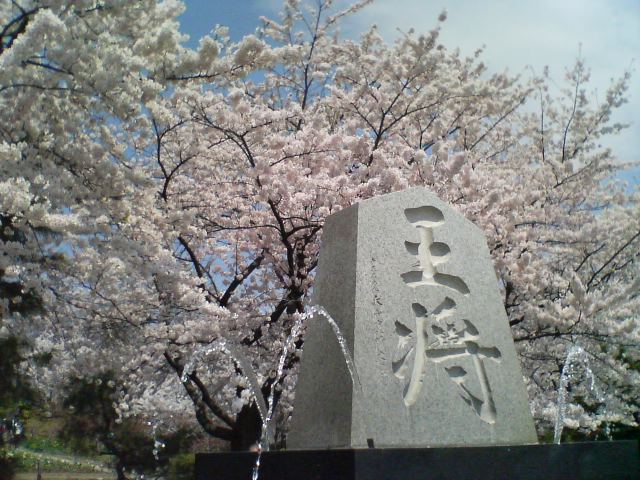
Король сёги на горе Майдзуру в городе Тэндо.

Потеря короля приводит к немедленному проигрышу, поэтому ценность короля больше ценности всех остальных фигур, вместе взятых (можно считать её равной бесконечности). Изредка, в крайних случаях, король может выступать и как атакующая фигура, и в этом отношении его сила (если принимать силу пешки за 1) примерно равна 8 (хотя это число и нельзя учитывать при расчёте разменов, иногда оно полезно для учёта баланса сил на отдельных полях).
Обелиски с изображением короля сёги, символизирующие дух сёги, иногда устанавливают для гармонизации окружающего пространства.

## Названия
- Уход короля от зоны атаки называется побегом.
- Король, не ушедший со своего начального местоположения, называется сидящим (яп. 居玉 игёку).
- Король, вошедший в зону переворота (то есть 3 дальние горизонтали), называется  вторгшимся (яп. 入玉 ню:гёку, «входящий король»).
- Достижение королём центрального поля самой дальней горизонтали называется узурпацией трона  (яп. トライルール торай-ру:ру, от английского try rule).

## Пословицы про короля
- Ранний побег короля стоит 8 темпов.
- Избегай сидячего короля.
- Не ставь короля и ладью рядом.
- Защищай короля тремя генералами[1].

## Варианты сёги
Почти во всех вариантах сёги король ходит точно так же, как и в классических сёги. Однако в тайкёку сёги король может также ходить на две клетки в любом из 8 направлений.

### Кронпринц
Во многих средневековых вариантах сёги (например, в тю сёги) равной королю фигурой является кронпринц (яп. 太子 тайси), получающийся при перевороте пьяного слона. Ходит кронпринц так же, как и король. Для победы в этих вариантах сёги необходимо съесть не только короля, но и кронпринца противника (если таковой имеется). После создания кронпринца его жертва (или жертва короля, по отдельности) является допустимым ходом.